# Carl Valeri
Carl Valeri, född 14 augusti 1984 i Canberra, Australien, är en australisk fotbollsspelare som sedan 2014 spelar för den australiska klubben Melbourne Victory FC och Australiens landslag.